# Faverges
Faverges är en kommun i departementet Haute-Savoie i regionen Auvergne-Rhône-Alpes i sydöstra Frankrike. Kommunen ligger i kantonen Faverges som tillhör arrondissementet Annecy. År 2018 hade Faverges 6 943 invånare.

## Befolkningsutveckling
Antalet invånare i kommunen Faverges
| Referens: INSEE |